# Station Vitry-en-Artois
Station Vitry-en-Artois is een spoorwegstation in de Franse gemeente Vitry-en-Artois.